# Golla Hammerich
Golla Hamerich (Roskilde, 1 november 1854 – Kopenhagen, 1 mei 1903) was een Deens pianiste en soms klavecinist.

## Achtergrond
Golla Andrea Bodenhoff Jensen werd geboren binnen het gezin van professor geneeskunde Hans Peter Jensen (1818-1915) en Golla Hermandine Rosing Bodenhoff (1820-1906). In 1874 huwde ze muziekhistoricus Algul Hammerich, ook een zoon van een professor, die haar ook weleens recenseerde. Golla en Algul kregen twee kinderen, Bodil Hammerich, die toneelacteur werd en Kaj Fredrik Hammerich. Golla Hammerich was een kind van een familie met theatermensen, maar koos voor de muziek. Ze had een korte romance met componist Johan Svendsen.
Angul Hammerich was zowel de broer van Thyra Hammerich, als van componist Asger Hamerik (verdeensd).

## Muziek
Ze kreeg als kind les van pianist Orpheline Olsen. Daarna kon ze terecht bij C.F.E. Horneman, Franz Neruda en August Winding. Haar loopbaan als pianiste kwam echter in de beginjaren niet van de grond, doordat ze al vroeg huwde en voor de kinderen (en man) moest zorgen. Thuis was ze overigens wel in de gelegenheid te musiceren met andere kamermuzikanten en zangers. In 1895 was ze betrokken bij een initiatief van de stad Kopenhagen om te laten zien wat vrouwen konden binnen de Deense wereld. Naast handwerken etc. kwamen ook de scheppende kunsten aan bod, zoals muziek en schilderkunst. Door haar deelname kwam ze meer in het middelpunt van de belangstelling te staan en kreeg in 1896 een eigen concertavond toegewezen. In de concertzaal van Hornung & Moller speelde ze pianostukken van Edvard Grieg en Julius Röntgen. Een paar jaar later gevolgd door concerten met Frederik Hilmer en cellist Ernst Høeberg in een programma met muziek van Anton Arenski. Ze speelde in 1900 de première van het Pianokwintent van Fredrik Rung en ook delen uit diens Vierentwintig pianostukken. Alhoewel haar belangstelling uitging naar (toen) nieuwe muziek, speelde ze ook af en toe “klassiekers”. 16 maart 1896 voerde ze samen met Agnes Adler een versie voor vierhandig piano uit van Tweede symfonie van Gustav Mahler, solist was Emmy Menzel. Die uitvoering inspireerde Asger Hamerik tot diens Zevende symfonie.
Naast musiceren was Hammerich ook betrokken bij Dansk Musikpædagogisk Forening, waarbij de een eindexamen voor muziekdocenten liet invoeren. Ze mocht daarbij zelf de aanstaande pianodocenten jureren. Ook gaf ze soms schriftelijk toelichtingen bij muziek.
Johan Svendsen legde de liefde vast in zijn werk Albumblad, dat is opgedragen aan Golla Hammerich. Haar naam Golla Andrea Bodenhoff Hammerich is afgekort tot GABH; in het werk is een motief te horen terug te voeren op die afkorting G-A-Bes-B.